# もえちり!
『もえちり!』は、堂高しげるによる日本の漫画作品。『月刊少年シリウス』（講談社）で2005年7月号（創刊号）から2006年12月号まで連載された。全18話。都道府県別に47人のヒロインを登場させている。
第1巻の発売直前にエンターブレインより『もえけん 〜萌える都道府県〜』が刊行されているが、本作との関連性は皆無である。

## ストーリー
作者は東京・音羽の講談社本社内で編集者・O氏と新作の打ち合わせをしていた。O氏が提示した条件は「(1)不思議な力」「(2)奇抜な世界観」「(3)女の子（萌え）」「(4)世界のピンチ」――。
古代より強大な神通力で影から日本を支配して来た最強の現人神・卑弥呼（ヒミコ）の一族。ところが、そのヒミコが亡くなり日本は未曽有の天変地異に襲われた。そこで徳川翁は急遽、日本全国から47人のヒミコ候補たちを集め「聖尻臼邪馬台学園（セントしりうすやまたいがくえん）」を開校した。この学園で最も優秀な成績を収めた者が次期のヒミコと成り、その出身地に遷都を行うのである。

## 登場人物
堂高しげる・シリウス編集者O
作者と担当編集者。毎回この2人の打ち合わせで話が始まり、編集者の「テコ入れ」指示に従って路線とロゴが変わる。
徳川翁
先代ヒミコの後見人であった老人で、聖尻臼邪馬台学園の学園長。

### ヒミコ候補たち
聖尻臼邪馬台学園は47名1クラスが全生徒であり、本作の「組」は通常の学級における「班」と同じ意味で使われている。
以下の3名がメインキャラである。
東京 宮呼（とうきょう みやこ）
関東組リーダー。先代ヒミコの孫娘。莫大な金のかかる遷都を阻止するために次期ヒミコを目指す。
大阪 みなみ（おおさか みなみ）
関西組リーダー。納豆撲滅のために次期ヒミコを目指す。東京とは犬猿の仲。
愛知 博美（あいち ひろみ）
富士山の噴火を止めるために消息を絶った山梨・静岡の2人に後を託され、次期ヒミコを目指す。ドジっ娘。身長154cmバスト78cmウエスト51cmヒップ80cm
北海道組
- 北海道 産子（ほっかいどう うぶこ）

東北組
- 青森 巫女（あおもり いたこ）

目が見えない。
- 岩手 毬（いわて まり）

おかっぱ幼女。まりもの髪飾り
- 宮城 正宗（みやぎ まさむね）
- 秋田 小町（あきた こまち）
- 山形 桜（やまがた さくら）
- 福島 政美（ふくしま まさみ）

関東組
リーダー・東京 宮呼
- 茨城 静香（いばらき しずか）
- 栃木 ゆかり（とちぎ ゆかり）

服が餃子のヒダヒダ。巻き髪ツインテール
- 群馬 二ノ一（ぐんま にぶんのいち）
- 埼玉 雛（さいたま ひな）

姫カット風ストレートロング
- 千葉 美樹（ちば みき）

- 神奈川 沙希（かながわ さき）

ベリーショートヘア

中部組
リーダー(?)・愛知 博美
- 新潟 舞（にいがた まい）
- 富山 茄子（とやま かこ）
- 石川 小姫（いしかわ こひめ）

ロングヘア。身長153cm。京都様の事が大好きで自分も京都様のように優雅になりたいと思いお嬢様言葉を使ってる。
- 福井 連珠（ふくい れんず）
- 山梨 風火（やまなし ふうか）
- 長野 康代（ながの やすよ）

黒髪おかっぱ。身長158cm。性格は真面目でサザムシが大好物。
- 岐阜 キリコ（ぎふ キリコ）
- 静岡 礼子（しずおか れいこ）

関西組
リーダー・大阪 みなみ
- 三重 忍（みえ しのぶ）
- 滋賀 琵琶子（しが びわこ）
- 京都 雅（きょうと みやび）
- 兵庫 菫（ひょうご すみれ）
- 奈良 仏娘（なら ぶつこ）
- 和歌山 美環（わかやま みかん）

中国組
- 鳥取 シェラザード（とっとり シェラザード）
- 島根 うさぎ（しまね うさぎ）
- 岡山 桃子（おかやま ももこ）
- 広島 志麻（ひろしま しま）
- 山口 桂小（やまぐち けいこ）

四国組
- 徳島 なると（とくしま なると）
- 香川 瞳（かがわ ひとみ）
- 愛媛 美神（えひめ みかん）
- 高知 あきら（こうち あきら）

九州組
- 福岡 祭（ふくおか まつり）
- 佐賀 睦美（さが むつみ）
- 長崎 ザビーネ（ながさき ザビーネ）
- 熊本 響（くまもと ひびき）
- 大分 温子（おおいた あつこ）
- 宮崎 千尋（みやざき ちひろ）

ツインテール
- 鹿児島 宙（かごしま そら）
- 沖縄 仁絵（おきなわ ひとえ）

ポニーテール
新潟は1巻刊行時点でキャラ紹介以外では未登場のまま、静岡は第1話以降消息不明のままであった。最終的に2巻の最終話で、新潟が数コマのみ登場、静岡は富士山地下に山梨と共にいる姿が1コマのみでの再登場となった。

## 単行本
1. 2006年2月23日初版発行 ISBN 4-06-373016-6
2. 2006年12月22日初版発行 ISBN 4-06-373051-4